# Hiện tượng thiên thể Basel 1566

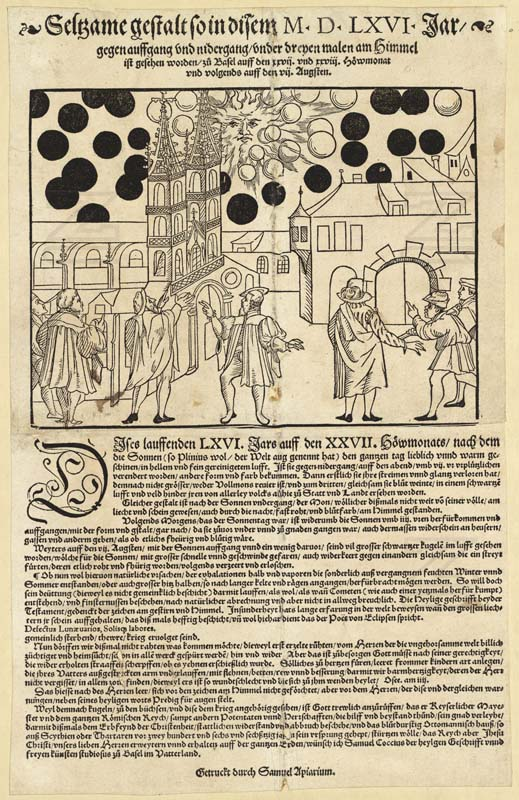
Flugblatt (một dạng báo thời xưa) viết về Basel năm 1566, do Samuel Apiarius và Samuel Coccius chấp bút.

Hiện tượng thiên thể Basel là vụ chứng kiến hàng loạt hiện tượng thiên thể xảy ra vào vào ngày 27–28/7 và 7/8 năm 1566 trên bầu trời thành phố Basel ở Thụy Sĩ. Cuốn sách nhỏ của Basel in năm 1566 kể lại rằng nhiều nhân chứng địa phương tại đây cho biết họ đã nhìn thấy ba hiện tượng thiên thể. Lần đầu tiên được mô tả như một cảnh bình minh bất thường, lần thứ hai là nguyệt thực toàn phần của Mặt Trăng với Mặt Trời đỏ nổi lên, và lần thứ ba trông giống như một đám mây hình cầu đen phía trước Mặt Trời.
Hiện tượng thiên thể này được cho là đã "giao chiến" lẫn nhau dưới dạng nhiều quả bóng màu đỏ và đen trên bầu trời trước khi Mặt Trời mọc. Giới nghiên cứu sử học và khí tượng học đã tranh cãi về bản chất của vụ việc từ phía lời khai của nhân chứng nơi đây. Hiện tượng này từng được một số nhà UFO học giải thích là trận chiến trên không trung giữa các vật thể bay không xác định (UFO). Tờ truyền đơn do sử gia Samuel Coccius viết cho biết đây là một sự kiện tôn giáo. Cuốn sách nhỏ viết về Basel năm 1566 không phải là cuốn duy nhất thuộc loại này. Vào thế kỷ 15 và 16, nhiều tờ truyền đơn viết về "phép lạ" và "khung cảnh bầu trời".